# Got to Believe
Got to Believe es una serie de televisión filipina que se estrenó el 26 de agosto de 2013 por ABS-CBN. Está protagonizada por Kathryn Bernardo y Daniel Padilla, con la participación antagónica de Carmina Villaroel, y con las actuaciones estelares de Manilyn Reynes, Ian Veneracion y Benjie Paras.

## Elenco
- Kathryn Bernardo - Cristina Carlotta "Chichay" Tampipi
- Daniel Padilla - Joaquin "Wacky" Manansala
- Carmina Villaroel - Juliana San Juan-Manansala
- Manilyn Reynes - Elizabeth "Betchay" Tampipi
- Ian Veneracion - Jaime Manansala
- Benjie Paras - Chito Tampipi
- Liza Soberano - Alexa "Alex"
- Kristel Fulgar - Editha "Didith" Pantoja
- Chienna Filomeno - Amanda Lopez
- Yves Flores - Pedro
- Ingrid de la Paz - Patricia Reyes
- Jon Lucas - Dominic Zaragosa
- Alexander Diaz - Kristoffer "Kit" Rosales
- Trina "Hopia" Legaspi - Lindsay Bernal
- Angeli Gonzales - Miley Rodríguez
- Joonee Gamboa - Lolo Isko Tampipi
- Chinggoy Alonzo - Ronaldo San Juan
- Minnie Aguilar - Matilda Crisostomo-Pantoja
- Lou Veloso - Mang During Pantoja
- Al Tantay - Tatay Poro
- Janice Jurado - Rona Manansala
- Nina Ricci Alagao - Gigi Galvez
- Beverly Salviejo - Tarantina
- Joy Viado - Prof. Henrietta Ilagan Velasco
- Niña Dolino - Prof. Aira Jean
- Isabel Granada as Tessa Zaragosa
- Cecil Paz - Madam Fifi
- Hyubs Azarcon - Whitey
- Ethyl Osorio - Ethel
- Benjamin Domingo - Bubbles
- Darwin Tolentino - Nanoy
- Mhyco Aquino - Jericho "Jec-Jec" Manansala
- Irma Adlawan - Yaya Puring
- Ping Medina - Asiong
- Jess Mendoza - Anthony "Tinyong"
- Kyle Banzon - Joaquin Manansala (niño)
- Bianca Bentulan - Chichay Tampipi (niña)